# Omega Cove
Die Omega Cove ist eine Bucht mit einem Durchmesser von 200 m an der Ingrid-Christensen-Küste des ostantarktischen Prinzessin-Elisabeth-Lands. Sie liegt im Gebiet der Vestfoldberge und wird von Süden nahezu vollständig von zwei Moränenrücken umschlossen. 
Das Antarctic Names Committee of Australia benannte sie.